# Cung điện ở Dobrocin
Cung điện ở Dobrocin (tiếng Ba Lan: Pałac w Dobrocinie) là một cung điện có từ cuối thế kỷ 18 ở làng Dobrocin, thuộc thị trấn Dzierżoniów, tỉnh Dolnośląskie, Ba Lan. Công trình kiến trúc này là một phần trong khu phức hợp cung điện gồm: một công viên có từ cuối thế kỷ 19, một nhà nguyện và một nghĩa trang đặt trong công viên. Cung điện và công viên đều có tên trong danh sách di tích.

## Lịch sử
Cung điện ở Dobrocin được xây dựng vào cuối thế kỷ 18, thuộc về gia đình Nam tước von Seherr-Thoss. Vào thế kỷ 19, Các chủ sở hữu sau đó lần lượt là: von Milecky (từ năm 1830), gia đình Moriz-Eichborn (từ năm 1845), Kuno von Portatius (từ năm 1897).
Cung điện được xây dựng lại toàn bộ trong giai đoạn 1898–1899. Lần cải tạo cuối cùng diễn ra vào năm 1909. Sau năm 1945, cung điện là trụ sở cho văn phòng, cửa hàng, nhà trẻ và một số phòng dùng để ở. Vào năm 2015, nội thất bên trong cung điện bị thiệt hại nặng nề sau một trận hỏa hoạn. Năm 2019, cung điện thuộc sở hữu tư nhân, nhưng không được sử dụng nên dần xuống cấp.